# 斯圖爾特·奥克福
斯圖爾特·安東尼·艾倫·奥克福（英語：Stuart Antony Alan O'Keefe；1991年3月4日—）是一位英格蘭足球運動員。在場上的位置是中場。他現在效力於英甲球隊基寧咸，曾效力於卡迪夫城、水晶宮等球隊。

## 外部連結
- Stuart O'Keefe player profile at southendunited.co.uk
- 足球数据库：斯圖爾特·奥克福的球员统计数据